# Argentinisch-spanische Beziehungen
Die argentinisch-spanischen Beziehungen sind die bilateralen diplomatischen und kulturellen Verbindungen zwischen Argentinien und dem Königreich Spanien.
Argentinien unterhält eine Botschaft in Madrid sowie Konsulate in Barcelona, Vigo, Cádiz, Teneriffa und Palma de Mallorca (Stand 2024).
Spanien unterhält eine Botschaft in Buenos Aires sowie Konsulate in Bahía Blanca, Córdoba, Mendoza und Rosario (Stand 2024).

## Geschichte
Die Beziehungen zwischen Spanien und Argentinien sind verwurzelt in der kolonialen Vergangenheit und haben sich über die Jahrhunderte hinweg entwickelt. Seit der Ankunft der Spanier im 16. Jahrhundert und der Eroberung durch die Konquistadoren prägte Spanien entscheidend die kulturelle und soziale Struktur Argentiniens. Buenos Aires wurde 1536 von Pedro de Mendoza gegründet, musste jedoch wegen Widerstands der einheimischen Bevölkerung vorübergehend aufgegeben werden, bevor es 1580 neu gegründet wurde.
Während der Kolonialzeit gehörte Argentinien zum spanischen Vizekönigreich des Río de la Plata. Nach der Unabhängigkeit Argentiniens im Jahr 1816 entwickelten sich die Beziehungen zu Spanien weiter. Erst 1859 erkannte Spanien Argentinien als Staat an und die beiden Staaten unterzeichneten einen Friedens- und Freundschaftsvertrag.
Ende des 19. Jahrhunderts und zu Beginn des 20. Jahrhunderts erlebte Argentinien eine massive Einwanderungswelle. Aus Spanien wanderten rund 1,4 Millionen Menschen in dieser Zeit nach Argentinien ein, die zweitgrößte Einwanderergruppe nach den Italienern.
Während der Regierung Juan Domingo Peróns (1946–1955) erhielt dieser gute Beziehungen zum spanischen Diktator Francisco Franco.
Im Zuge der argentinischen Wirtschaftskrisen von 1989 und von 2001/2002 wanderte eine nennenswerte Zahl von Argentiniern nach Spanien aus, unter anderem begünstigt durch die gemeinsame Sprache sowie durch familiäre Wurzeln, die auch die Annahme der spanischen Staatsbürgerschaft erleichterten. 2008 lag die argentinische Bevölkerung in Spanien bei circa 300.000. Im Zuge der um 2007 beginnenden spanischen Wirtschaftskrise reduzierte sich die Zahl der Argentinier in Spanien wieder.
Im Laufe der Zeit kam es immer wieder zu politischen und wirtschaftlichen Spannungen. Ein Beispiel ist die Verstaatlichung des spanischen Ölkonzerns Repsol-YPF im Jahr 2012, die zu diplomatischen Spannungen führte, jedoch nicht zum Abbruch der Beziehungen. 2024 eskalierten die Beziehungen erneut, als der argentinische Präsident Javier Milei die Ehefrau des spanischen Regierungschefs öffentlich beleidigte und damit diplomatische Spannungen auslöste.